# Trieenia frigida
Trieenia frigida är en flenörtsväxtart som beskrevs av O.M. Hilliard. Trieenia frigida ingår i släktet Trieenia och familjen flenörtsväxter. Inga underarter finns listade i Catalogue of Life.